# Oukuriella orellanai
Oukuriella orellanai är en tvåvingeart som först beskrevs av Reiff 2000.  Oukuriella orellanai ingår i släktet Oukuriella och familjen fjädermyggor. Inga underarter finns listade i Catalogue of Life.